# 24 Horas de Barcelona

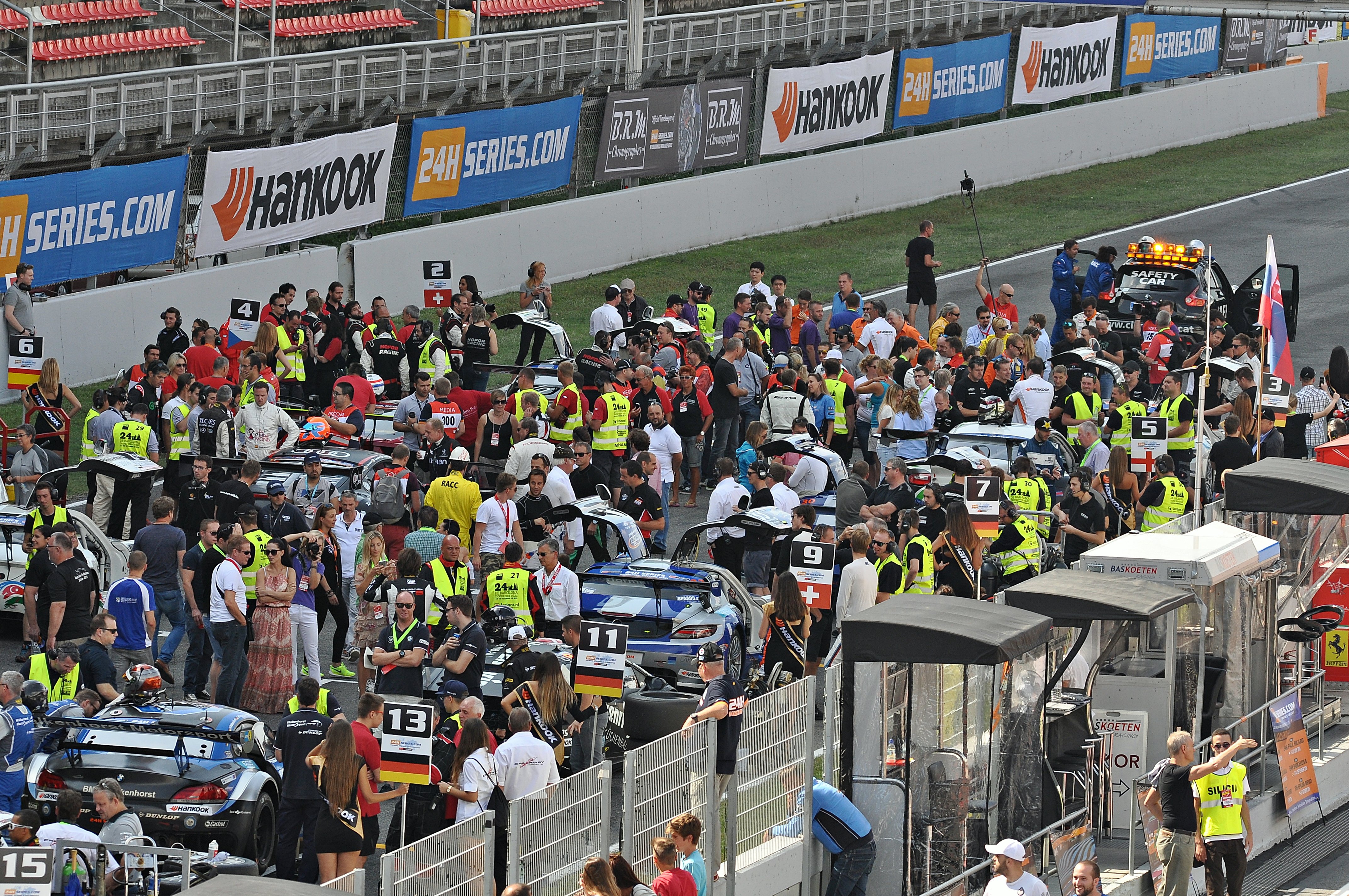
Pre-parrilla de las 24 horas de Barcelona 2015

Las 24 Horas de Barcelona - Trofeu Fermín Vélez es una carrera de resistencia que se disputa anualmente en el mes de septiembre en el Circuito de Barcelona-Cataluña desde 1998. Está considerada como la prueba de resistencia más importante de España y desde 2011 está coorganizada por Creventic, empresa neerlandesa organizadora de las 24H Series.

## Historia

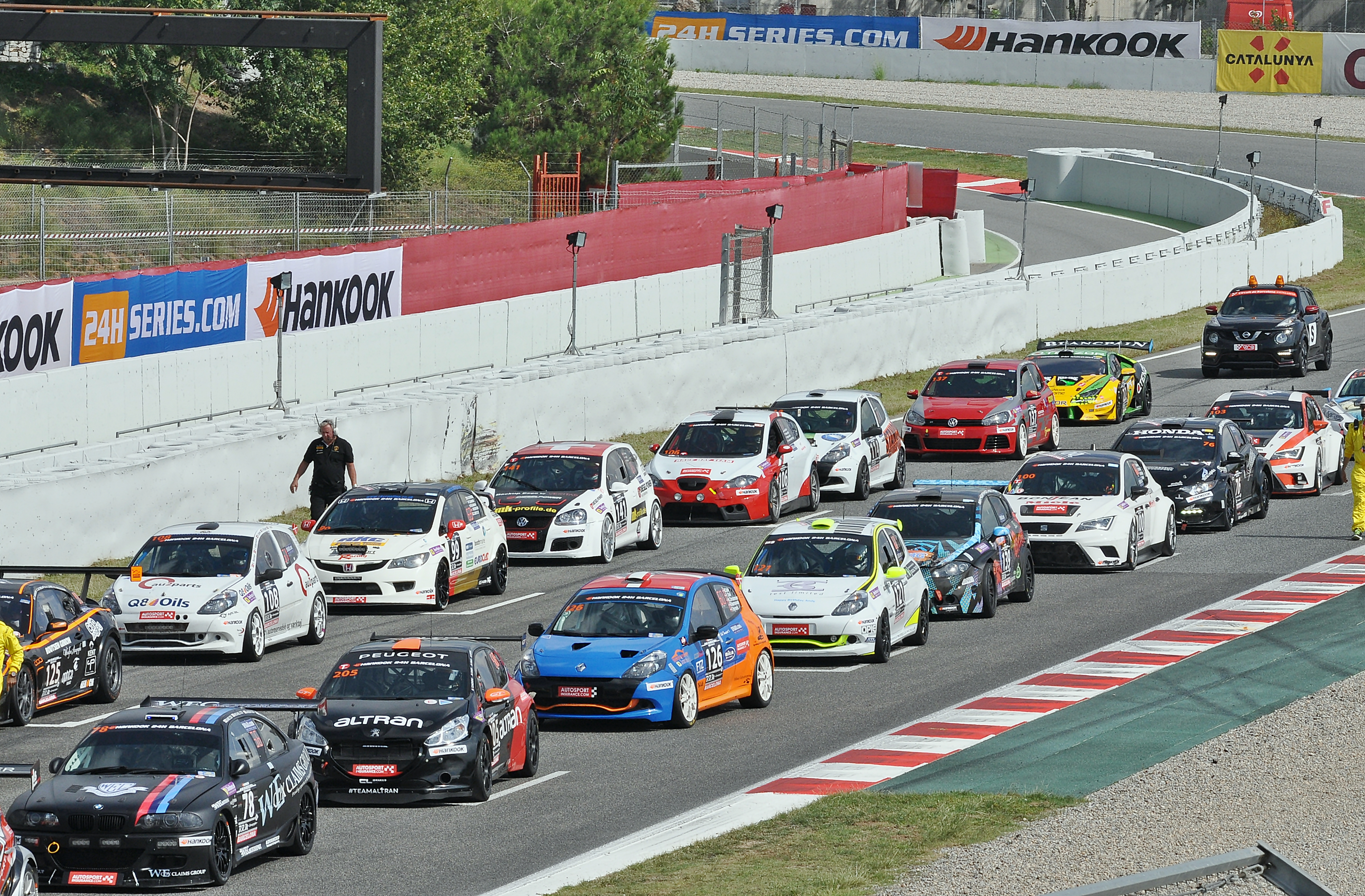
Pre-parrilla de las 24 horas de Barcelona 2015

Recogiendo el testigo de las 24 Horas de Cataluña de Motociclismo que se retomaron en 1995, en 1998 el Circuit organiza para los días 20 y 21 de junio de 1998 las primeras 24 horas de automovilismo. Anunciándose como una prueba regional catalana y utilizando el trazado nacional (corto), 21 de los 25 coches que tomaron la salida lograron ver la bandera a cuadros, con los 4 pilotos del BMW M3 de Gamace Competició proclamándose como primeros vencedores. La prueba sigue con el mismo formato un año después y en el año 2000 ante un gran aumento de los inscritos, ya como prueba de ámbito nacional, se empieza a utilizar el trazado Gran Premio. Los siguientes años la prueba goza de su mejor salud, con más de 60 turismos inscritos por año y con distintos patrocinadores principales (Kärcher en 2002, Fórmula Q en 2004 y 2005; y Quadis entre 2006 y 2008) que le garantizaron un gran éxito a la prueba de resistencia. A partir de 2003, se añade el nombre de Fermín Vélez a la nomenclatura oficial para recordar al piloto fallecido ese mismo año.
La crisis económica de 2008 golpea duramente en España, el número de inscritos baja drásticamente y en 2009 se decide admitir a equipos participantes con licencia internacional para no sucumbir ante el éxodo de pilotos nacionales. Aun así en 2010 esto no es suficiente y se cancela la prueba por falta de inscripción. A partir de 2011 Creventic se une a la organización de la prueba, introduciendo a los GTs como los nuevos vehículos protagonistas a partir de entonces y poniendo la prueba como casi fija en sus temporadas anuales de las 24H Series, de la que forman parte otros grandes eventos de resistencia como las 24 Horas de Dubái o las 12 Horas de Mugello. Entre 2018 y 2021 se celebraron paralelamente al evento principal las 24 Horas SimRacing Barcelona.

## Ganadores
| Año  | Vencedores absolutos                          | Vencedores absolutos                          | Vencedores absolutos                          | Vencedores absolutos                          | Vencedores absolutos                          | Automóvil                                     | Escudería                                     | N.V.                                          | Trazado                                       |
| ---- | --------------------------------------------- | --------------------------------------------- | --------------------------------------------- | --------------------------------------------- | --------------------------------------------- | --------------------------------------------- | --------------------------------------------- | --------------------------------------------- | --------------------------------------------- |
| 1998 | Francesc Gutiérrez                            | Javier Buch                                   | Pau Romero                                    | Santiago Puig                                 | Santiago Puig                                 | BMW M3                                        | Gamace MC Competició                          | 918                                           | Nacional                                      |
| 1999 | Albert Roquet                                 | Lluís Umbert                                  | Ramón Naqui                                   | Pasqual Germán                                | Pasqual Germán                                | Honda Civic                                   | Escudería GM-R                                | 881                                           | Nacional                                      |
| 2000 | Carles Villarrubí                             | Joaquim Folch                                 | Jordi Gené                                    | Jordi Serra                                   | Jordi Serra                                   | Volkswagen Golf                               | Superwagen Philips 1                          | 598                                           | GP '95                                        |
| 2001 | Carlos Palau                                  | Carles Villarrubí (II)                        | Joaquim Folch (II)                            | Jordi Gené (II)                               | Jordi Gené (II)                               | Volkswagen Golf                               | RACC                                          | 589                                           | GP '95                                        |
| 2002 | Anselm Llovera                                | Enric Codony                                  | Jordi Codony                                  | Òscar Nogués                                  | Òscar Nogués                                  | Clio RS 2.0 16V                               | Team Codony Sport                             | 610                                           | GP '95                                        |
| 2003 | Anselm Llovera (II)                           | Enric Codony (II)                             | Jordi Codony (II)                             | Òscar Nogués (II)                             | Òscar Nogués (II)                             | Clio RS 2.0 16V                               | Team Codony Sport (II)                        | 595                                           | GP '95                                        |
| 2004 | Jordi Nogués                                  | Òscar Nogués (III)                            | Sergi Ruiz                                    | Sergi Ruiz                                    | Sergi Ruiz                                    | Clio RS 2.0 16V                               | Pujolar Racing Volimes Sintec                 | 625                                           | GP '04                                        |
| 2005 | Luis Pérez-Sala                               | Manel Cerqueda Jr.                            | Manel Cerqueda Sr.                            | Marcel Costa                                  | Marcel Costa                                  | Seat León Cupra-R (MK1)                       | Baporo Motorsport Nostrum                     | 643                                           | GP '04                                        |
| 2006 | Alfredo Palencia                              | Antonio Puig                                  | Eduardo Balcázar                              | Eduardo Balcázar                              | Eduardo Balcázar                              | Seat León Supercopa (MK2)                     | Zener Racing Team                             | 644                                           | GP '04                                        |
| 2007 | Albert Vilanova                               | Cristian Cano                                 | Dani Vilanova                                 | Dani Vilanova                                 | Dani Vilanova                                 | Seat León Supercopa (MK2)                     | Gevicar                                       | 616                                           | GP '07                                        |
| 2008 | Alfredo Palencia (II)                         | Antonio Puig (II)                             | Eduardo Balcázar (II)                         | Francesc Gutiérrez (II)                       | Francesc Gutiérrez (II)                       | Seat León Supercopa (MK2)                     | Zener Racing Team (II)                        | 638                                           | GP '07                                        |
| 2009 | Borja Veiga                                   | Ferrán Monje                                  | Manuel Sáez Merino Jr.                        | Òscar Nogués (IV)                             | Òscar Nogués (IV)                             | Seat León Supercopa (MK2)                     | Sunred Seven                                  | 649                                           | GP '07                                        |
| 2010 | no disputada debido a falta de inscritos      | no disputada debido a falta de inscritos      | no disputada debido a falta de inscritos      | no disputada debido a falta de inscritos      | no disputada debido a falta de inscritos      | no disputada debido a falta de inscritos      | no disputada debido a falta de inscritos      | no disputada debido a falta de inscritos      | no disputada debido a falta de inscritos      |
| 2011 | Edwar Sandtröm                                | Lars Stugemo                                  | Michael Outzen                                | Peter Posavac                                 | Peter Posavac                                 | BMW Z4 GT3                                    | Schubert Motorsport                           | 669                                           | GP '07                                        |
| 2012 | Adam Christodoulou                            | Klaas Hummel                                  | Phil Quaife                                   | Tim Mullen                                    | Tim Mullen                                    | McLaren MP4-12 GT3                            | Lapidus Racing                                | 640                                           | GP '07                                        |
| 2013 | Christiaan Frankenhou                         | Kenneth Heyer                                 | Michael Kroll                                 | Roland Eggimann                               | Roland Eggimann                               | Mercedes SLS AMG GT3                          | Hofor Racing                                  | 605                                           | GP '07                                        |
| 2014 | Jaromir Jirík                                 | Jiří Písařík                                  | Matteo Malucelli                              | Peter Kox                                     | Peter Kox                                     | Ferrari 458 GT3                               | Scuderia Praha                                | 653                                           | GP '07                                        |
| 2015 | Bernd Schneider                               | Hari Proczyk                                  | Reinhold Renger                               | Sean Johnston                                 | Sean Johnston                                 | Mercedes SLS AMG                              | HP Racing                                     | 662                                           | GP '07                                        |
| 2016 | Alfred Renauer                                | Daniel Allemann                               | Ralf Bohn                                     | Robert Renauer                                | Robert Renauer                                | Porsche 911 GT3 R                             | Precote Herberth Motorsport                   | 662                                           | GP '07                                        |
| 2017 | Iván Pareras                                  | Marc de Fulgencio                             | Maxime Guillemat                              | Nikolay Dmitriev                              | Nil Montserrat                                | Ginetta G55 GT4                               | NM Racing Team                                | 643                                           | GP '07                                        |
| 2018 | Alfred Renauer (II)                           | Daniel Allemann (II)                          | Ralf Bohn (II)                                | Matt Campbell                                 | Matt Campbell                                 | Porsche 911 GT3 R                             | Herberth Motorsport (II)                      | 677                                           | GP '07                                        |
| 2019 | Adrian Amstutz                                | Dennis Lind                                   | Leonid Machitski                              | Patrick Kujala                                | Patrick Kujala                                | Lamborghini Huracán GT3                       | Barwell Motorsport                            | 690                                           | GP '07                                        |
| 2020 | no disputada debido a la pandemia de COVID-19 | no disputada debido a la pandemia de COVID-19 | no disputada debido a la pandemia de COVID-19 | no disputada debido a la pandemia de COVID-19 | no disputada debido a la pandemia de COVID-19 | no disputada debido a la pandemia de COVID-19 | no disputada debido a la pandemia de COVID-19 | no disputada debido a la pandemia de COVID-19 | no disputada debido a la pandemia de COVID-19 |
| 2021 | Alfred Renauer (III)                          | Daniel Allemann (III)                         | Ralf Bohn (III)                               | Robert Renauer (II)                           | Robert Renauer (II)                           | Porsche 911 GT3 R                             | Herberth Motorsport (III)                     | 695                                           | GP '21                                        |
| 2022 | Daniel Keilwitz                               | George Weiss                                  | Indy Dontje                                   | Leonard Weiss                                 | Nicolás Varrone                               | Ferrari 488 GT3                               | WTM Racing                                    | 696                                           | GP '21                                        |
| 2023 | Julien Andlauer                               | Gregory Guilvert                              | Laurent Hurgon                                | Simon Tirman                                  | Simon Tirman                                  | Porsche 911 GT3 R (992)                       | IMSA LS Group Performance                     | 725                                           | GP '23                                        |
| 2024 | Scott Noble                                   | Ralf Bohn (IV)                                | Jason Hart                                    | Dustin Blattner                               | Dustin Blattner                               | Porsche 911 GT3 R (992)                       | Herberth Motorsport (IV)                      | 738                                           | GP '23                                        |

### Turismos (Creventic)
| Año  | Vencedores                                    | Vencedores                                    | Vencedores                                    | Vencedores                                    | Vencedores                                    | Automóvil                                     | Escudería                                     | N.V.                                          | Cat.                                          |
| ---- | --------------------------------------------- | --------------------------------------------- | --------------------------------------------- | --------------------------------------------- | --------------------------------------------- | --------------------------------------------- | --------------------------------------------- | --------------------------------------------- | --------------------------------------------- |
| 2011 | Álvaro Fontes                                 | Jorge Lorenzo                                 | José M. de los Milagros                       | Ricky Cardús                                  | Ricky Cardús                                  | Seat León Supercopa (MK2)                     | PCR Sport                                     | 626                                           | A3T                                           |
| 2012 | Joan Vinyes                                   | Kiril Lagydin                                 | Mikhail Maleev                                | Pol Rosell                                    | Viacheslav Maleev                             | Seat León Supercopa (MK2)                     | Russian Bears Motorsport                      | 620                                           | A3T                                           |
| 2013 | Mark Bus                                      | Rob de Laat                                   | Theo de Prenter                               | Tristan Boorsma                               | Tristan Boorsma                               | BMW 320D                                      | MDM Motorsport                                | 580                                           | D2                                            |
| 2014 | Mathieu Sentis                                | Dominique Nury                                | Marc Rostan                                   | Michel Derue                                  | Michel Derue                                  | Peugeot 208 GTI                               | Team Altran                                   | 594                                           | A5                                            |
| 2015 | Nabil Moutran                                 | Ramzi Moutran                                 | Sami Moutran                                  | Phil Quaife                                   | Phil Quaife                                   | Seat León Cup Racer                           | Memac Ogilvy Duel Racing                      | 614                                           | A3T                                           |
| 2016 | Nabil Moutran                                 | Ramzi Moutran                                 | Sami Moutran                                  | Phil Quaife                                   | Phil Quaife                                   | Seat León Supercopa                           | Memac Ogilvy Duel Racing                      | 604                                           | TCR                                           |
| 2017 | Melvin de Groot                               | Michael Bleekemolen                           | Rene Steenmetz                                | Sebastiaan Bleekemolen                        | Sebastiaan Bleekemolen                        | SEAT Léon TCR V3 SEQ                          | Team Bleekemolen                              | 643                                           | TCR                                           |
| 2018 | Alba Cano                                     | Francesc Gutiérrez                            | Jordi Gené                                    | Laia Sanz                                     | Laia Sanz                                     | CUPRA TCR DSG                                 | Cupra Racing by Monlau                        | 621                                           | TCR                                           |
| 2019 | Antti Buri                                    | Fabian Danz                                   | Julien Apotheloz                              | Loris Prattes                                 | Loris Prattes                                 | CUPRA TCR DSG                                 | TOPCAR Sport by Bas Koeten R.                 | 637                                           | TCR                                           |
| 2020 | no disputada debido a la pandemia de COVID-19 | no disputada debido a la pandemia de COVID-19 | no disputada debido a la pandemia de COVID-19 | no disputada debido a la pandemia de COVID-19 | no disputada debido a la pandemia de COVID-19 | no disputada debido a la pandemia de COVID-19 | no disputada debido a la pandemia de COVID-19 | no disputada debido a la pandemia de COVID-19 | no disputada debido a la pandemia de COVID-19 |
| 2021 | Arunas Geciauskas                             | Sigitas Ambrazevicius                         | Vytenis Gulbinas                              | Paul Sieljes                                  | Paul Sieljes                                  | VW Golf GTI TCR DSG                           | Autorama Mtsp. by Wolf-Power R.               | 638                                           | TCR                                           |
| 2022 | D. Phuakkarawut                               | Kantadhee Kusiri                              | Kantasak Kusiri                               | G. Supaphongs                                 | N. Leewattanavalagul                          | CUPRA León Comp. TCR                          | BBR by Monlau                                 | 642                                           | TCR                                           |
| 2023 | Ivars Vallers                                 | Jasmin Preisig                                | Miklas Born                                   | Roberto Ferri                                 | Roberto Ferri                                 | Audi RS3 LMS TCR                              | Wolf-Power Racing                             | 662                                           | TCR                                           |
| 2024 | Henning Eschweiler                            | Benito Tagle                                  | Tommy Gråberg                                 | Richard Jodexnis                              | Richard Jodexnis                              | Porsche 718 Cayman GT4 CS                     | SRS Team Sorg Rennsport                       | 636                                           | TCX                                           |